# Gare de Salelles-du-Bosc
Ne doit pas être confondu avec Gare des Salelles.
La gare de Salelles-du-Bosc est une ancienne gare ferroviaire française de la ligne de Vias à Lodève, située près du village de Salelles, sur le territoire de la commune du Bosc, dans le département de l'Hérault, en région Occitanie.
Elle est mise en service en 1863 par la Compagnie du Midi, avant d'être fermée en 1949 par la SNCF.

## Situation ferroviaire
Établie à 94 mètres d'altitude, la gare de Salelles-du-Bosc est située au point kilométrique (PK) 496,8 de la ligne de Vias à Lodève (à voie unique), juste avant un passage à niveau (PN ; désaffecté), entre les gares fermées de Rabieux et de Cartels.

## Histoire
Cette gare est mise en service à l'ouverture de la section Clermont-l'Hérault – Lodève de la ligne de Vias à Lodève par la Compagnie des chemins de fer du Midi et du Canal latéral à la Garonne, soit le 14 août 1863. Elle intègre à sa création, le 1er janvier 1938, le réseau de la Société nationale des chemins de fer français (SNCF) ; cette dernière la ferme à son propre trafic voyageurs le 15 mai 1939 sur la section Paulhan – Lodève. En 1949, la fin du même type de trafic pour la Compagnie des chemins de fer d'intérêt local du département de l’Hérault (soit au moment de la fermeture de la ligne de Montpellier à Rabieux, dont les missions étaient prolongées jusqu'à Lodève) entraîne la fermeture totale de la gare.

## Patrimoine ferroviaire
La présence de l'ancien bâtiment voyageurs, édifice de plain-pied qui semble être inoccupé depuis des années, a contraint la mise en place d'une disposition particulière d'une bretelle de sortie de l'autoroute A75, pour l'échangeur no 56 (nommé Salelles-du-Bosc).

## Service des voyageurs
Salelles-du-Bosc est, de fait, fermée à tout trafic ferroviaire.
Néanmoins, le réseau d'autocars « liO » dessert l'arrêt Salelles Gare, situé de l'autre côté de l'autoroute. Cela permet de rejoindre, par le biais d'une correspondance avec le tramway de Montpellier, la gare de Montpellier-Saint-Roch.